# Grand Prix automobile des États-Unis 1990
GP précédent GP suivant
Le Grand Prix automobile des États-Unis 1990 (Iceberg United States Grand Prix), disputé le 11 mars 1990 sur le circuit urbain de Phoenix, est la 485e épreuve de l'histoire du championnat du monde de Formule 1 courue depuis 1950 et la première manche du championnat 1990.

## Classement

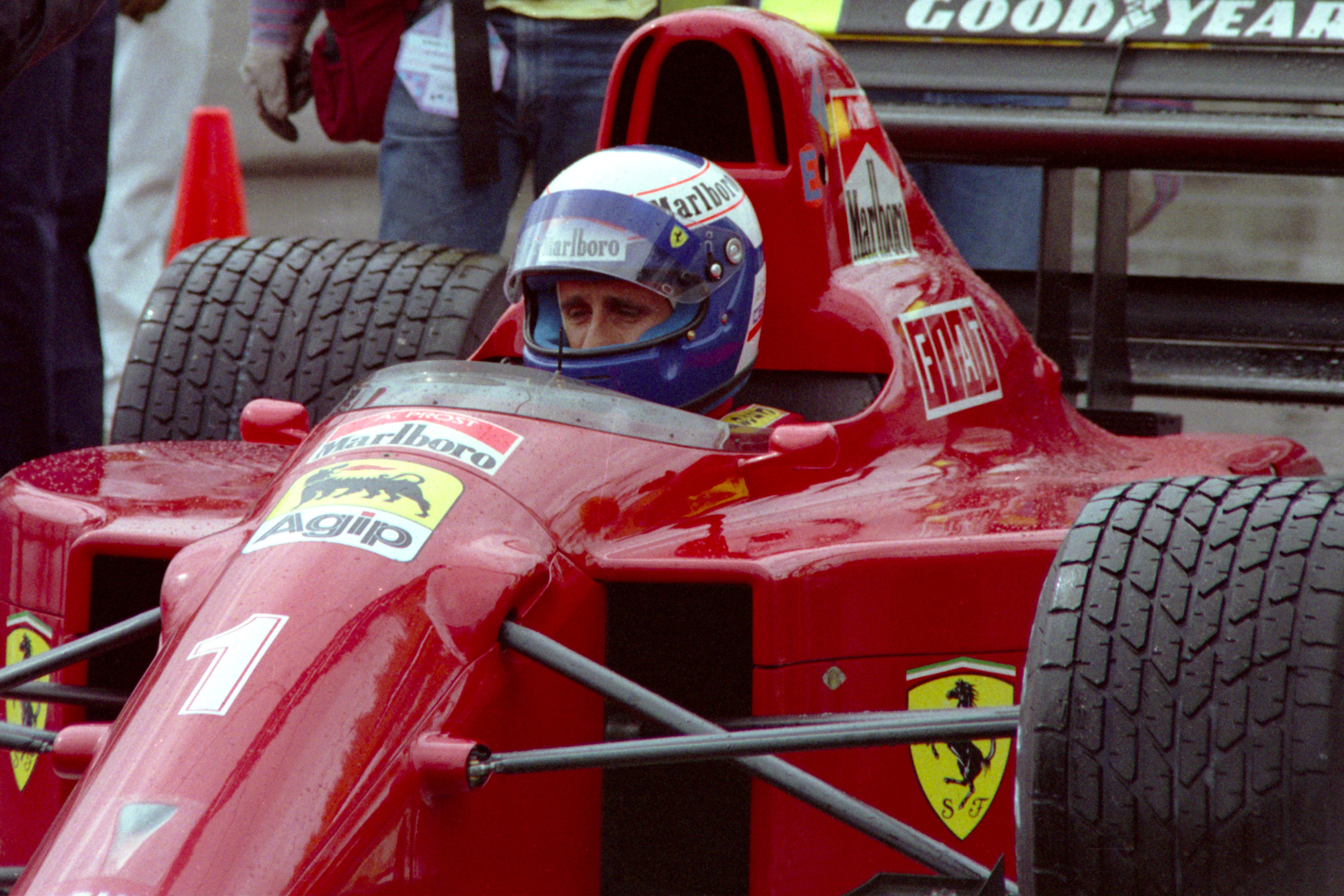
Alain Prost à Phoenix en 1990.

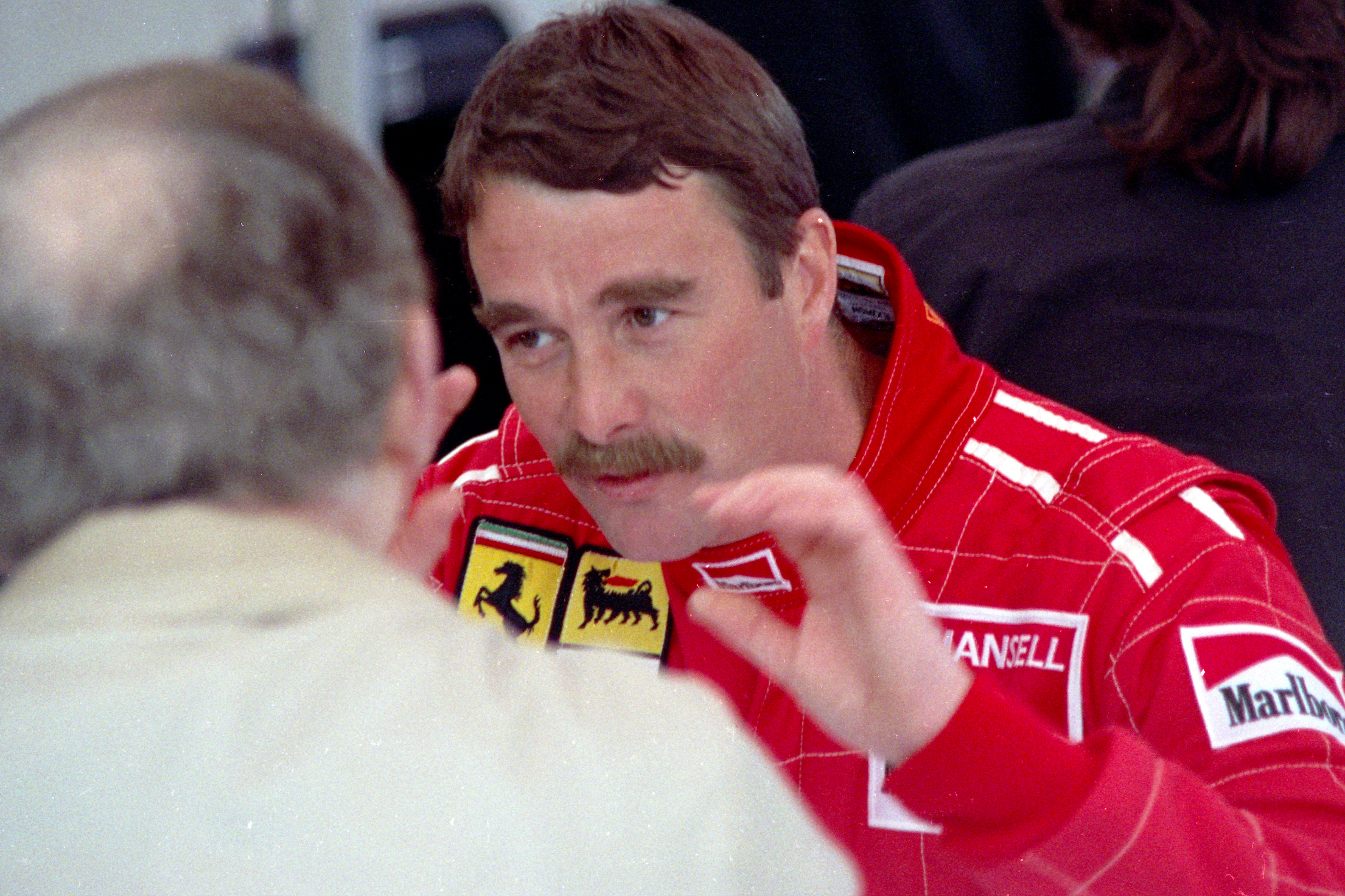
Nigel Mansell à Phoenix en 1990.

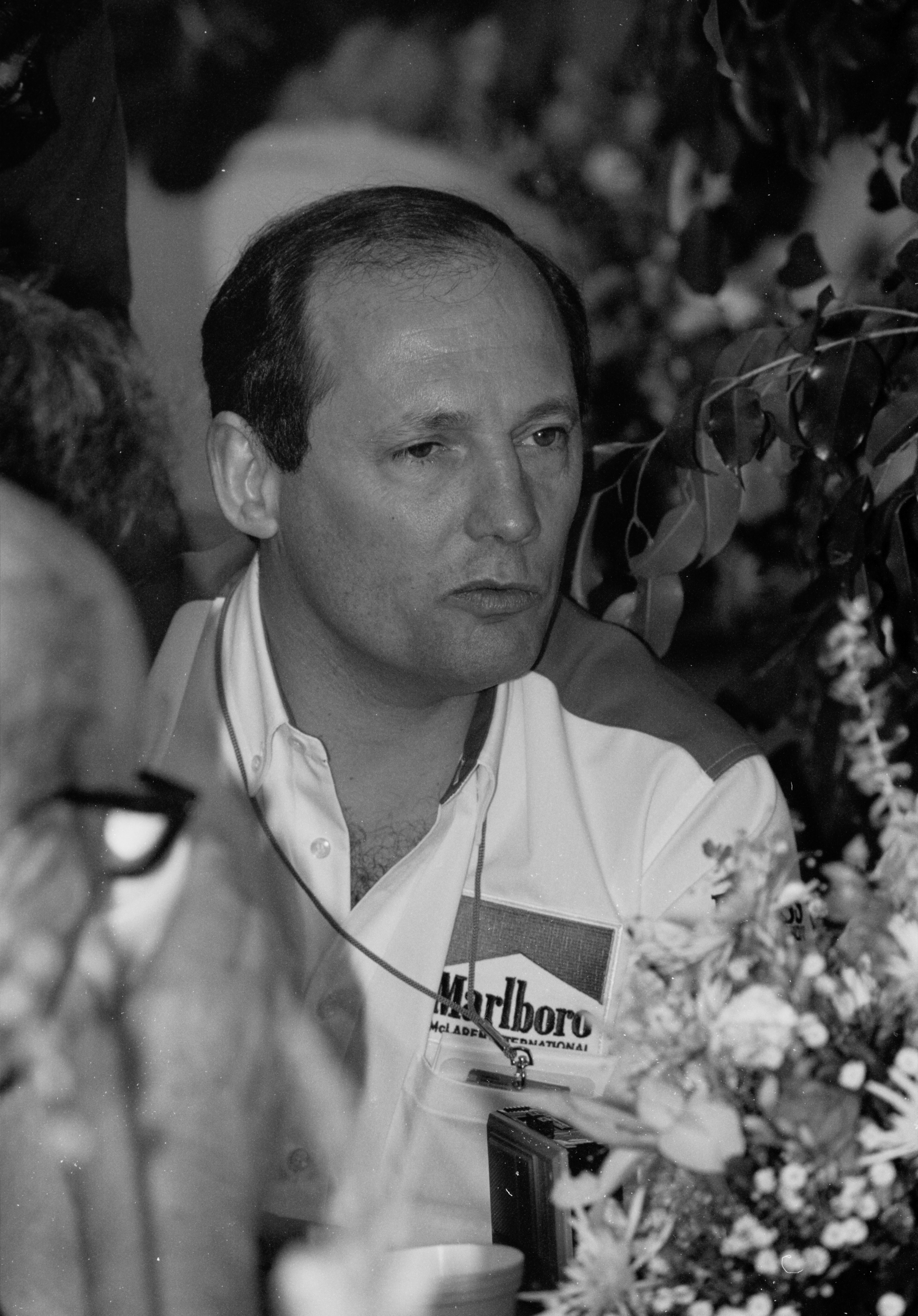
Ron Dennis à Phoenix en 1990.

| Pos. | No | Pilote             | Écurie            | Tours | Temps/Abandon                      | Grille | Points |
| ---- | -- | ------------------ | ----------------- | ----- | ---------------------------------- | ------ | ------ |
| 1    | 27 | Ayrton Senna       | McLaren-Honda     | 72    | 1 h 52 min 32 s 829 (145,782 km/h) | 5      | 9      |
| 2    | 4  | Jean Alesi         | Tyrrell-Ford      | 72    | + 8 s 685                          | 4      | 6      |
| 3    | 5  | Thierry Boutsen    | Williams-Renault  | 72    | + 54 s 080                         | 9      | 4      |
| 4    | 20 | Nelson Piquet      | Benetton-Ford     | 72    | + 1 min 08 s 358                   | 6      | 3      |
| 5    | 8  | Stefano Modena     | Brabham-Judd      | 72    | + 1 min 09 s 503                   | 10     | 2      |
| 6    | 3  | Satoru Nakajima    | Tyrrell-Ford      | 71    | + 1 tour                           | 11     | 1      |
| 7    | 23 | Pierluigi Martini  | Minardi-Ford      | 71    | + 1 tour                           | 2      |        |
| 8    | 29 | Éric Bernard       | Lola-Lamborghini  | 71    | + 1 tour                           | 15     |        |
| 9    | 6  | Riccardo Patrese   | Williams-Renault  | 71    | + 1 tour                           | 12     |        |
| 10   | 9  | Michele Alboreto   | Arrows-Ford       | 70    | + 2 tours                          | 21     |        |
| 11   | 19 | Alessandro Nannini | Benetton-Ford     | 70    | + 2 tours                          | 22     |        |
| 12   | 10 | Bernd Schneider    | Arrows-Ford       | 70    | + 2 tours                          | 20     |        |
| 13   | 33 | Roberto Moreno     | Eurobrun-Judd     | 67    | + 5 tours                          | 16     |        |
| 14   | 15 | Mauricio Gugelmin  | Leyton House-Judd | 66    | + 6 tours                          | 25     |        |
| Abd. | 24 | Paolo Barilla      | Minardi-Ford      | 54    | Problème physique                  | 14     |        |
| Abd. | 30 | Aguri Suzuki       | Lola-Lamborghini  | 53    | Freins                             | 18     |        |
| Abd. | 2  | Nigel Mansell      | Ferrari           | 49    | Moteur                             | 17     |        |
| Abd. | 28 | Gerhard Berger     | McLaren-Honda     | 44    | Embrayage                          | 1      |        |
| Abd. | 7  | Gregor Foitek      | Brabham-Judd      | 39    | Collision                          | 23     |        |
| Abd. | 14 | Olivier Grouillard | Osella-Ford       | 39    | Crevaison                          | 8      |        |
| Abd. | 22 | Andrea De Cesaris  | BMS Dallara-Ford  | 25    | Moteur                             | 3      |        |
| Abd. | 1  | Alain Prost        | Ferrari           | 21    | Fuite d'huile                      | 7      |        |
| Abd. | 16 | Ivan Capelli       | Leyton House-Judd | 20    | Suspension                         | 26     |        |
| Abd. | 11 | Derek Warwick      | Lotus-Lamborghini | 6     | Suspension                         | 24     |        |
| Abd. | 25 | Nicola Larini      | Ligier-Ford       | 4     | Accélérateur                       | 13     |        |
| Np.  | 12 | Martin Donnelly    | Lotus-Lamborghini |       | Boîte de vitesses                  | 19     |        |
| Nq.  | 35 | Stefan Johansson   | Onyx-Ford         |       | Non qualifié                       |        |        |
| Nq.  | 21 | Gianni Morbidelli  | BMS Dallara-Ford  |       | Non qualifié                       |        |        |
| Nq.  | 36 | Jyrki Järvilehto   | Onyx-Ford         |       | Non qualifié                       |        |        |
| Ex.  | 26 | Philippe Alliot    | Ligier-Ford       |       | Exclu                              |        |        |
| Npq. | 17 | Gabriele Tarquini  | AGS-Ford          |       | Non préqualifié                    |        |        |
| Npq. | 18 | Yannick Dalmas     | AGS-Ford          |       | Non préqualifié                    |        |        |
| Npq. | 34 | Claudio Langes     | Eurobrun-Judd     |       | Non préqualifié                    |        |        |
| Npq. | 39 | Gary Brabham       | Life-Rocchi       |       | Non préqualifié                    |        |        |
| Npq. | 31 | Bertrand Gachot    | Coloni-Ford       |       | Non préqualifié                    |        |        |

## Pole position et record du tour
- Pole position : Gerhard Berger en 1 min 28 s 664 (vitesse moyenne : 154,209 km/h).
- Meilleur tour en course : Gerhard Berger en 1 min 31 s 050 au 34e tour (vitesse moyenne : 150,168 km/h).

## Tours en tête
- Jean Alesi : 34 (1-34)
- Ayrton Senna : 38 (35-72)

## Statistiques
- 21e victoire pour Ayrton Senna ;
- 81e victoire pour McLaren en tant que constructeur ;
- 53e victoire pour Honda en tant que motoriste ;
- 1er Grand Prix pour Alain Prost chez Ferrari ;
- 1er Grand Prix pour Gerhard Berger chez McLaren-Honda (pole position) ;
- 1er Grand Prix pour Gregor Foitek ;
- 1er Grand Prix pour le motoriste Rocchi (non préqualification) ;
- 1er podium pour Jean Alesi ;
- 1er départ en première ligne pour Scuderia Minardi grâce à la seconde place en qualification de Pierluigi Martini ;
- Meilleure qualification d'une Osella grâce à la huitième place d'Olivier Grouillard ;
- Martin Donnelly n'a pas pris le départ du tour de formation en raison de la défaillance de sa boîte de vitesses ;
- Philippe Alliot a été exclu du Grand Prix dès les essais du vendredi en raison de l'intervention sur sa monoplace d'un de ses mécaniciens en dehors de la zone des stands ;
- 1er Grand Prix pour Life Racing Engines (non préqualification) ;
- 1er Grand Prix pour Gary Brabham (non préqualification) ;
- 1er Grand Prix pour Claudio Langes (non préqualification).

## Classements généraux à l'issue de la course
| Pos. | Pilote          | Écurie           | Points |
| ---- | --------------- | ---------------- | ------ |
| 1    | Ayrton Senna    | McLaren-Honda    | 9      |
| 2    | Jean Alesi      | Tyrrell-Ford     | 6      |
| 3    | Thierry Boutsen | Williams-Renault | 4      |
| 4    | Nelson Piquet   | Benetton-Ford    | 3      |
| 5    | Stefano Modena  | Brabham-Judd     | 2      |
| 6    | Satoru Nakajima | Tyrrell-Ford     | 1      |

| Pos. | Écurie           | Points |
| ---- | ---------------- | ------ |
| 1    | McLaren-Honda    | 9      |
| 2    | Tyrrell-Ford     | 7      |
| 3    | Williams-Renault | 4      |
| 4    | Benetton-Ford    | 3      |
| 5    | Brabham-Judd     | 2      |